# آزادراه کمربندی توشین

علامت نشاندهندهٔ اتوبان توشین.

بزرگراه‌های توکیو. C1 به‌صورت دایره وار در مرکز شهر دیده می‌شود.

آزادراه کمربندی توشین (به ژاپنی: 首都高速都心環状線 Inner Circular Route) که به صورت علامت اختصاری C1 نشان داده می‌شود، آزادراهی است که در مرکز توکیو پایتخت ژاپن واقع شده‌است. این آزادراه از مناطق چیودا، چوئو و میناتو عبور می‌کند. طول آن ۱۴٫۳ کیلومتر است. بین تقاطع ادوباشی و تقاطع تانیماچی (از طریق تاکه‌باشی) سرآغاز بزرگراه شماره ۱ آسیا تعیین شده‌است. بزرگراه شماره ۱ آسیا از ژاپن آغاز شده و پس از گذشتن از خاک ۱۳ کشور آسیایی، به کشور ترکیه ختم می‌شود.

## نگارخانه

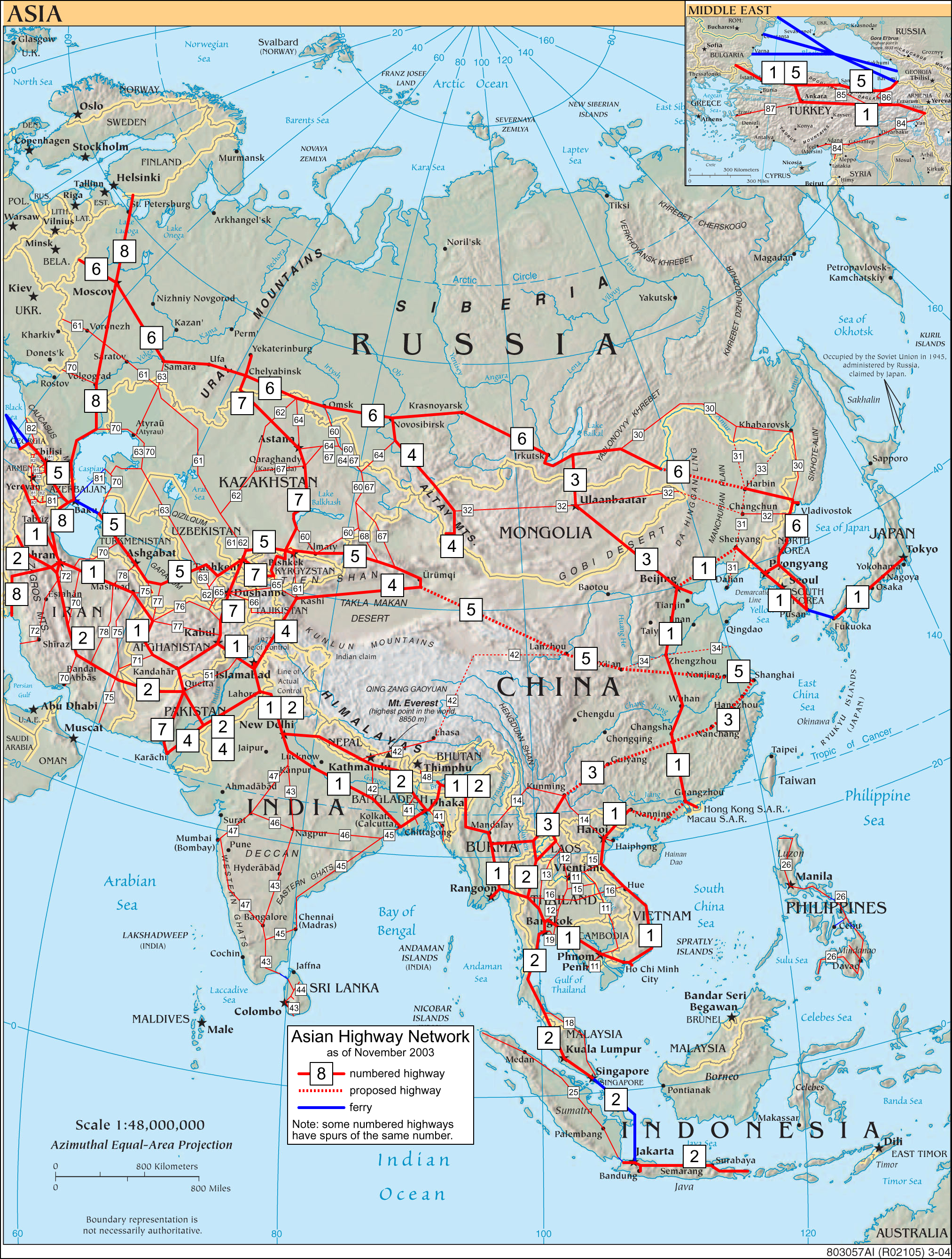
بزرگراه‌های آسیا
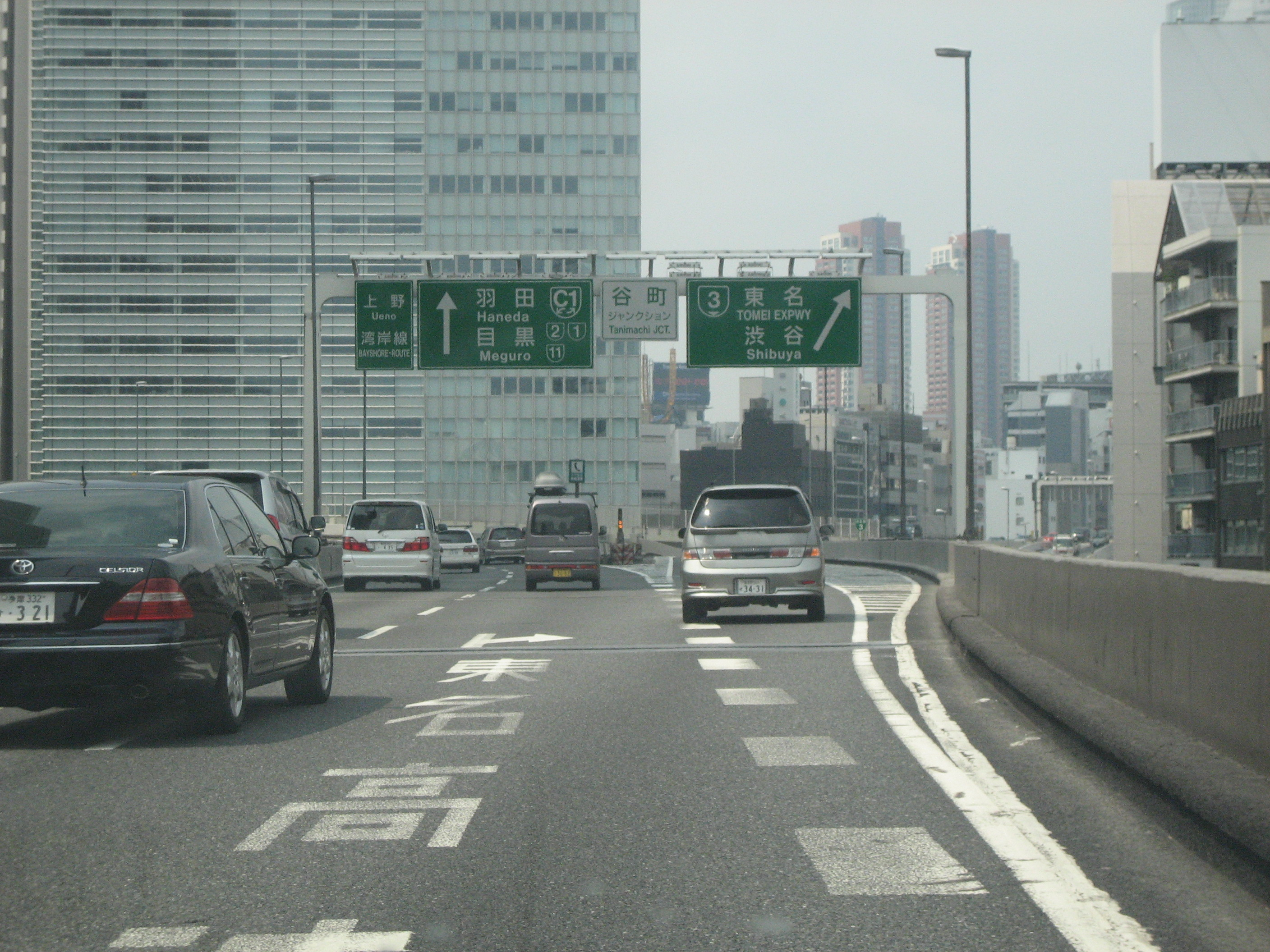
تقاطع تانیماچی